# Giulia Michelini
Giulia Michelini (Roma, 2 de junio de 1985) es una actriz italiana, más conocida por interpretar a Rosy Abate en la serie Squadra antimafia - Palermo oggi.

## Biografía
Nació en Roma de dos magistrados de Nápoles. Tiene un hijo, Giulio Cosimo, fruto de la relación con el regatista Giorgio Cerasuolo.
En 2008 comenzó a salir con el actor italiano Giorgio Pasotti; pero la relación terminó a principios de 2009. Salió con Andrea Napoleoni, pero la relación terminó. Es buena amiga del actor italiano Marco Bocci.

## Carrera
Obtuvo su primer papel en la televisión en 2002, cuando apareció en la tercera temporada de la serie policíaca Distretto di polizia, donde dio vida a Sabina Corsi. Michelini interpretó de nuevo a Sabina en 2005. En 2004 apareció en la película Paolo Borsellino, donde dio vida a la política italiana Lucia Borsellino, la hija del juez italiano Paolo Borsellino. En 2006 se unió a la miniserie argentino - española Vientos de agua creada por Juan José Campanella, donde interpretó a Gemma de joven. En 2009 interpretó a Laura Bertini en la serie La scelta di Laura. Ese mismo año se unió al elenco principal de la popular serie italiana Squadra antimafia - Palermo oggi, donde interpretó a Rosalia "Rosy" Abate. En 2014 se anunció que Giulia dejaría la serie al finalizar la sexta temporada.
En 2014 apareció en el drama Il Bosco.

## Filmografía

### Series de televisión
| Año             | Título                           | Personaje          | Notas                   |
| --------------- | -------------------------------- | ------------------ | ----------------------- |
| 2014 - presente | Il Bosco                         | -                  | -                       |
| 2009 - presente | Squadra antimafia - Palermo oggi | Rosy Abate         | 34 episodios            |
| 2014            | Gli anni spezzati                | Valeria Venuti     | episodio "L'ingegnere"  |
| 2009            | La scelta di Laura               | Dra. Laura Bertini | 12 episodios            |
| 2005 - 2007     | R.I.S. - Delitti imperfetti      | Francesca De Biase | 16 episodios            |
| 2006            | Vientos de agua                  | Gemma              | 9 episodios - miniserie |
| 2006            | Il vizio dell'amore              | -                  | episodio "Il vicino"    |
| 2002, 2005      | Distretto di polizia             | Sabina Corsi       | 6 episodios             |

### Películas
| Año  | Título                         | Personaje            | Notas |
| ---- | ------------------------------ | -------------------- | --- |
| 2014 | Latin Dream                    | Bailarina            | junto a Alaine Huntington, Pedro Lucero, Delfeayo Marsalis, Detroit Brooks, Francesca Gullo & Gianluca Porcù      |
| 2014 | Allacciate le cinture          | Diana                | junto a Kasia Smutniak, Francesco Arca, Filippo Scicchitano, Carolina Crescentini & Elena Sofia Ricci             |
| 2013 | Outing - Fidanzati per sbaglio | Carlotta Rappini     | junto a Nicolas Vaporidis, Andrea Bosca, Massimo Ghini, Claudia Potenza & Camilla Ferranti                        |
| 2011 | Cavalli                        | Veronica             | junto a Vinicio Marchioni, Antonella Attili, Pippo Delbono, Andrea Occhipinti & Asia Argento                      |
| 2011 | Immaturi                       | Cinzia               | junto a Raoul Bova, Barbora Bobulova, Ambra Angiolini, Alessandro Tiberi & Simona Caparrini                       |
| 2010 | Febbre da fieno                | Franki               | junto a Andrea Bosca, Diane Fleri, Camilla Filippi, Giuseppe Gandini, Cecilia Cinardi & Mauro Ursella             |
| 2009 | Cado dalle nubi                | Marik Mantegazza     | junto a Checco Zalone, Dino Abbrescia, Ivano Marescotti, Peppino Mazzotta & Claudia Penoni                        |
| 2009 | Il grande sogno                | -                    | junto a Laura Morante, Riccardo Scamarcio, Luca Argentero, Michele Placido, Pasquale Cassalia & Massimo Popolizio |
| 2008 | Aldo Moro - Il presidente      | Anna Laura Braghetti | junto a Michele Placido, Marco Foschi, Libero De Rienzo, Massimo De Rossi & Antonino Bruschetta                   |
| 2007 | La ragazza del lago            | Francesca            | junto a Toni Servillo, Denis Fasolo, Nello Mascia, Alessia Piovan & Anna Bonaiuto                                 |
| 2004 | Paolo Borsellino               | Lucia Borsellino     | junto a Giorgio Tirabassi, Ennio Fantastichini, Andrea Tidona, Antonino Bruschetta & Daniela Giordano             |
| 2003 | Ricordati di me                | Ilaria               | junto a Fabrizio Bentivoglio, Laura Morante, Nicoletta Romanoff, Monica Bellucci, Silvio Muccino & Gabriele Lavia |

### Apariciones
| Año  | Título                      | Personaje | Notas      |
| ---- | --------------------------- | --------- | ---------- |
| 2011 | I sette vizi della capitale | Hija      | documental |